# Yosleyder Cala
Yosleyder Cala (ur. 22 października 1984 w Ciego de Ávila) – kubański siatkarz występujący na pozycji przyjmującego. Posiada również obywatelstwo amerykańskie. 

## Sukcesy klubowe
Brązowy medalista Mistrzostw Grecji:
- 2008

Mistrzostwo Francji:
- 2012

Superpuchar Polski:
- 2012

Klubowe Mistrzostwa Świata:
- 2012